# Martell, Sydtyrolen
Martell (tyskt uttal: [marˈtɛl]; italienska: Martello [marˈtɛllo]) är en kommun i provinsen Sydtyrolen i regionen Trentino-Sydtyrolen i norra Italien. Den är belägen i Martelltal vid floden Plima, cirka 45 kilometer väster om Bolzano. Huvudort är Meiern. Kommunen har 840 invånare (2024), på en yta av 142,80 km². Enligt 2024 års folkräkning talar 99,12 % av befolkningen tyska, 0,88 % italienska och 0,00 % ladinska som modersmål.
I Martell avgjordes juniorvärldsmästerskapen i skidskytte 2007.

## Orter
Orter (località) i kommunen Martell med fler än 20 invånare (inom parentes invånarantal 2021):

- Gand/Ganda (167)
- Meiern (263)
- Ennewasser/Transacqua (78)